# スーパークイックス
『スーパークイックス』(SuperQix)は、タイトーから1987年にリリースされたアーケードゲーム。ジャンルは陣取りパズルゲームである。QIXの続編である。
ゲーム性は前作を踏襲しているが、開発は日本の金子製作所（カネコ）が手掛け、ハードの性能の向上によりグラフィックやサウンドなどは時代に合わせて美麗に進化し、前作の無機質な世界観から一転して明るいグラフィックで構成されたものとなった。
尚、本作の各ラウンド内に隠された絵を陣地を囲むことによって表示させていく仕様は、後に登場するクイックスの派生タイトルの基本システムの先駆けでもある。

## 概要
4方向レバーと1ボタンでダイヤ型のマーカーを操作。ボタンを押しながらマーカーを操作して線を引き、画面上で動いているクイックスやスパークに当たらないように囲むと自分の陣地となる。ボタンを押していないときは既に引いた線の上しか移動出来ない。陣地を囲むとランダムでアルファベットの文字やアイテムが出現する。全16ラウンド（ループ制）。
画面内で自分の陣地を増やすとラウンド固有の隠された絵が陣地内にモノトーンで浮かび上がり、75％以上のエリアを占領するとトランプのJokerカードが出現してラウンドクリアとなる。クリアの際には囲んだ陣地のパーセンテージに応じたJokerキャラがカード内から出現し、ラウンドに隠された絵を画面上に全て表示して色が付き楽しげなアニメーションのデモが表示される。全16ラウンドにはそれぞれキーワードが用意されており、各ラウンドの絵はそのキーワードに応じたものである。※詳細は下記を参照

### クリア条件
- 画面内で自分の陣地を75パーセント以上取る
- ラウンドごとに設定されたキーワードを完成させる
- ワープアイテムを取る（ワープクリアの際は完成した絵やデモは表示されない）

### ミスの条件
- 画面内を動き回るクイックスにプレイヤーが線を引いてる間に接触
- 境界線をたどってくる敵のスパークに接触
- 線を引く際に移動を止めた際に出現する火のエフェクトに触れる

火のエフェクトは、線を引く際にあまり時間をかけすぎるとライン沿いに自機へ向かって迫ってくる

### コンティニュー
前作のQIXではゲームオーバー後にコンティニューは無かったが、本作ではコンティニューシステムが導入され、ゲームオーバー後もそのラウンドから継続プレイができるようになっている。また98パーセント以上でラウンドをクリアすると1クレジットサービスとなる。

### ラウンド
各ラウンドのキーワードは以下の通りとなり、各ワードに応じた絵が表示される（一部スペルミスあり）。余談だが本作のインストカードのイラストはこれらのラウンドの絵のキャラで構成されていた。
- ROUND1 『CASTLE（お城）』
- ROUND2 『THUNDER（かみなり）』
- ROUND3 『ROCKMAN（岩男）』
- ROUND4 『DRAGON（龍）』
- ROUND5 『FANFARE（ファンファーレ）』
- ROUND6 『PLANET（惑星）』
- ROUND7 『GERDEN（庭園 "GARDEN"のスペル間違い）』
- ROUND8 『JUNGLE（ジャングル）』
- ROUND9 『TOYBOX（おもちゃ箱）』
- ROUND10 『FOUNTAIN（噴水）』
- ROUND11 『MERMAID（人魚）』
- ROUND12 『CARP（鯉）』
- ROUND13 『FLOWER（花）』
- ROUND14 『TENGU（天狗）』
- ROUND15 『ROCKET（ロケット）』
- ROUND16 『REDCATS（赤い車と黄と黒の猫）』

## アイテム
- バリア（スパークに接触した際に1度だけミスを防いでくれる）
- ハリー（プレイヤーの移動スピードが向上する。2段階までスピードアップ）
- ストップ（画面上の敵の動きを一定時間停止させる）
- ワープ（次のステージにワープする。ただしクリア後のデモは見られない）
- エキストラ（プレイヤーの残数が1UPする）
- ダブル（プレイヤーが2機出現する）

## 移植作品
- タイトーメモリーズII 上巻　PlayStation 2 2007年1月25日

長年家庭用ハードへの移植の機会に恵まれなかった本作だが、アーケード版の発売から約20年の時を経てプレイステーション2で『タイトーメモリーズII 上巻』に収録という形で移植された。オプション設定時には、アーケード版と同様にゲーム難易度、プレイヤーの残数変更、クリア面積の変更が可能であり、縦画面と横画面の設定やボタンの割り当ての変更なども可能。